# Izbica (Karkonosze)
Izbica (niem. Zimmerberg, 856 m n.p.m.) – szczyt w Karkonoszach, w obrębie Kowarskiego Grzbietu.
Położony w bocznym grzbiecie odchodzącym ku północy od Skalnego Stołu. Południowo-zachodnie zbocza opadają stromo w dolinę Skałki, wschodnie równie stromo w dolinę Maliny, a północno-zachodnie nieco łagodniej w stronę Wilczej Poręby i Ścięgien.
Zbudowany ze skał metamorficznych wschodniej osłony granitu karkonoskiego, główniw gnejsów.
Na zboczach znajdują się liczne skałki, a cały masyw jest porośnięty lasem.